# Iris fasciata
Iris fasciata es una especie de mantis de la familia Tarachodidae.

## Distribución geográfica
Se encuentra en la Guayana Francesa  y Surinam.